# Josef Waidhofer
Josef Waidhofer (* 6. Juni 1923 in Grein; † 15. September 1986 in Perg) war ein österreichischer Beamter und Politiker (ÖVP).

## Leben und Wirken
Josef Waidhofer war Finanzbeamter, zuletzt Amtsdirektor des Finanzamtes Perg und Wirklicher Amtsrat, hat diesen Beruf jedoch während seiner Amtszeit als Bürgermeister ab 1961 nicht mehr aktiv ausgeübt. Er war Gemeinderat von 1955 bis 1961 und Bürgermeister von Perg von 1961 bis 1985 und Abgeordneter zum oberösterreichischen Landtag von 1967 bis 1985.

## Politische Funktionen
- Obmann der ÖVP Perg
- Bezirksparteisekretär, ÖVP, Perg
- Bezirksobmann, Hauptbezirksobmann, kommunalpolitischer Referent, Österreichischer Arbeiter- und Angestelltenbund, Perg
- Obmann Fremdenverkehrsverbändegemeinschaft Mühlviertel
- Bezirksobmann, Gemeindebund Oberösterreich, Perg
- Obmann Wasserverband Machland
- Obmann Wasserverband "Gruppenwasserversorgung Perg und Umgebung"

## Auszeichnungen
- Silberne Ehrenzeichen für Verdienste um die Republik Österreich (1967)
- Erster Ehrenring der Stadt Perg (1969)
- Ehrenbürgerschaft der Stadt Perg (1983)